# The Jesus Lizard
The Jesus Lizard je americká alternativní rocková skupina, založená v roce 1987 v Chicagu v Illinois. Původními členy skupiny byli David Yow (zpěv), Duane Denison (kytara) a David Wm. Sims (baskytara). V roce 1989 se ke skupině přidal ještě bubeník Mac McNeilly, který odešel roku 1996 a nahradil jej Jim Kimball. Ten ve skupině hrál pouze do roku 1998, kdy jej nahradil Brendan Murphy. V roce 1999 se skupina rozpadla. V letech 2008–2010 byla obnovena v sestavě Yow, Denison, Sims a McNeilly. Totožná sestava byla obnovena roku 2017.
Za dobu své existence skupina vydala celkem šest studiových alb a tři EP. Na několika albech skupina spolupracovala s producentem Stevem Albini, mimo to také s Andym Gillem a Johnem Calem. Poslední jmenovaný produkoval skladbu „Needles for Teeth“ z eponymního EP z roku 1998; v roce 2012 tato skladba vyšla na kompilaci Conflict & Catalysis: Productions & Arrangements 1966-2006 složené z nahrávek různých interpretů, které Cale produkoval. V roce 1993 skupina vydala společný singl se skupinou Nirvana nazvaný „Puss/Oh, the Guilt“.

## Diskografie
Studiová alba
- Head (1990)
- Goat (1991)
- Liar (1992)
- Down (1994)
- Shot (1996)
- Blue (1998)
- Rack (2024)

EP
- Pure (1989)
- Lash (1993)
- The Jesus Lizard (1998)